# Pythagore, je t'adore
Pythagore, je t'adore est un livre écrit par Patrick Cauvin et paru en 2001. Il s'agit de la suite de E=mc2 mon amour. Nos deux jeunes surdoués ont maintenant 15 ans, le temps a passé ce n'est plus comme il y a 4 ans. Patrick Cauvin a écrit la suite 22 ans après son premier livre qui a fait un succès.